# Llista de Creus de Sant Jordi/1982
Informació actualitzada per un bot. Els canvis manuals es perdran quan s'actualitzi!
| Persona                         | Wikidata  | Descripció                                                   | Ocupació                                                                                     | Imatge |
| ------------------------------- | --------- | ------------------------------------------------------------ | -------------------------------------------------------------------------------------------- | ------ |
| Josep Maria Subirachs i Sitjar  | Q182136   | escultor i pintor català                                     | pintor escultor crític d'art escenògraf artista visual                                       |        |
| José Luis López Aranguren       | Q324542   | filòsof, assagista i professor espanyol                      | escriptor filòsof professor d'universitat                                                    |        |
| Andreu Alfaro Hernández         | Q328704   | escultor valencià                                            | escultor                                                                                     |        |
| Miquel Tarradell i Mateu        | Q513629   | arqueòleg I historiador Català                               | historiador arqueòleg catedràtic                                                             |        |
| Modest Cuixart i Tàpies         | Q551902   | pintor català                                                | pintor                                                                                       |        |
| Antonio Tovar Llorente          | Q605489   | polític espanyol                                             | historiador lingüista escriptor professor d'universitat periodista polític filòleg           |        |
| Josep Pont i Gol                | Q684950   | arquebisbe català                                            | escriptor sacerdot catòlic bisbe catòlic                                                     |        |
| Lluís Carulla i Canals          | Q1995632  | empresari,escriptor i mecenes català                         | empresari escriptor mecenes                                                                  |        |
| Pedro Laín Entralgo             | Q2001080  | polític espanyol                                             | historiador de la medicina escriptor metge filòsof professor d'universitat polític oficial   |        |
| Maria Aurèlia Capmany i Farnés  | Q2662356  | escriptora i activista feminista catalana                    | novel·lista dramaturg assagista escriptor traductor guionista polític                        |        |
| Josep Maria Llompart de la Peña | Q2910842  | escriptor mallorquí                                          | escriptor traductor professor d'universitat crític literari poeta                            |        |
| Joan Vinyoli i Pladevall        | Q2916655  | poeta català                                                 | poeta escriptor traductor                                                                    |        |
| Pere Calders i Rossinyol        | Q3049533  | Escriptor, periodista i dibuixant català                     | escriptor periodista dibuixant                                                               |        |
| Francesc Farreras i Duran       | Q3080849  | polític i periodista català                                  | polític periodista                                                                           |        |
| Josep Maria Flotats i Picas     | Q3089817  | actor i director de teatre català                            | actor director de teatre actor de televisió mànager de teatre                                |        |
| Manuel Blancafort i de Rosselló | Q3286762  | compositor català                                            | compositor                                                                                   |        |
| Frederic Marès i Deulovol       | Q3397291  | escultor i col·leccionista català                            | escultor col·leccionista d'art                                                               |        |
| Ramon Sugranyes i de Franch     | Q3418538  |                                                              | teòleg filòsof professor de català                                                           |        |
| Miquel Batllori i Munné         | Q3572316  | historiador i professor universitari                         | historiador professor d'universitat lul·lista                                                |        |
| Lluís Maria Millet i Millet     | Q3753878  | músic català                                                 | director o directora d'orquestra compositor                                                  |        |
| Joan Sales i Vallès             | Q3754146  | escriptor i editor català                                    | escriptor poeta empresari editor traductor poeta advocat                                     |        |
| Lluís Bonet i Garí              | Q4892530  | arquitecte català (1893-1993)                                | arquitecte                                                                                   |        |
| Joan Sardà i Dexeus             | Q4893263  | advocat i economista català                                  | economista                                                                                   |        |
| Rosa Leveroni i Valls           | Q5639562  | poetessa i bibliotecària catalana (1910-1985)                | poeta bibliotecari escriptor                                                                 |        |
| Pere Grases i Gonzàlez          | Q7159619  | escriptor veneçolà                                           | crític literari filòsof professor d'universitat historiador escriptor filòleg                |        |
| Arthur Hubert Terry             | Q8205745  | lingüista                                                    | traductor lingüista professor d'universitat                                                  |        |
| Josep Gudiol i Ricart           | Q8283351  | historiador de l'art i arquitecte català                     | arquitecte historiador de l'art historiador                                                  |        |
| Joan Capri                      | Q9011874  | humorista català                                             | actor humorista                                                                              |        |
| Joan Ainaud de Lasarte          | Q11684852 | Crític d'art i historiador català                            | pintor escriptor historiador de l'art historiador crític d'art catedràtic activista cultural |        |
| Emili Brugalla i Turmo          | Q11919137 |                                                              | enquadernador                                                                                |        |
| Joan Merli i Pahissa            | Q11927847 |                                                              | escriptor empresari editor                                                                   |        |
| Josep Alsina i Bofill           | Q11928426 | metge català                                                 | metge professor                                                                              |        |
| Àngels Ferrer i Sensat          | Q11955716 | mestra i pedagoga catalana, catedràtica de ciències naturals | pedagog professor d'universitat catedràtic de batxillerat                                    |        |
| Pere Duran i Farell             | Q16191411 |                                                              | empresari enginyer                                                                           |        |
| Josep Vergés i Fàbregas         | Q16947468 | filòleg, traductor i pedagog català                          | traductor pedagog filòleg escriptor                                                          |        |
| Antoni Forrellad i Solà         | Q19288751 | enginyer industrial i empresari català s. XX                 | empresari enginyer activista cultural banquer                                                |        |
| Albert Pérez i Baró             | Q19289484 | sindicalista català                                          | sindicalista                                                                                 |        |
| Josep Lladonosa i Pujol         | Q19300432 | historiador, mestre, periodista i activista cultural         | historiador                                                                                  |        |
| Josep Maria Pi i Sunyer         | Q19300520 |                                                              | jurista advocat actor                                                                        |        |
| Martí Salvans i Puig            | Q29390288 |                                                              | agricultor ramader                                                                           |        |
| Domènec Moliné i Nicola         | Q29391019 |                                                              | empresari                                                                                    |        |